# Світанок мерців
«Світа́нок мерці́в» (англ. Dawn of the Dead) — американський фільм жахів 2004 року, римейк фільму Джорджа Ромеро 1978 року з однойменною назвою і режисерський дебют Зака Снайдера. Стрічка зображує людей, які переховуються у торговому центрі, оточеному зграєю зомбі під час зомбі-апокаліпсису, але деталі розрізняються. Фільм був зроблений Strike Entertainment у співпраці з New Amsterdam Entertainment, що вийшов на Universal Pictures.

## Сюжет
На початку фільму Ганна (Сара Поллі), яка працює медсестрою в міській лікарні Мілвокі, показує доктору рентгенівські знімки пацієнта, що надійшов вранці. Того вкусили за руку під час бійки в барі, і зараз його стан гіршає. По дорозі додому вона чує по радіо про дивні випадки нападу на людей, але не звертає на це увагу і перемикає на музичну радіостанцію.
Наступного ранку чоловіка Ганни, Луїса, кусає сусідська дівчинка, яка пробралася до них у будинок. Луїс вмирає від кровотечі, але оживає знову. Ганна замикається у ванній і через вікно вибирається на вулицю, де на неї знову кидається ЛуЇс (Луїс Феррейра), який у цей час вже вийшов з будинку, Ганна тікає від чоловіка на машині. Вона бачить, що по всій окрузі горять будинки і бігають в паніці люди.
У шоковому стані вона потрапляє в аварію, непритомніє та з'їжджає з дороги. Прийшовши до тями, вона бачить поліціянта Кеннета (Вінг Реймс). Упевнившись, що Ганна здорова, він допомагає їй.
Пізніше вони зустрічають ще трьох людей, що вижили: Майкла (Джейк Вебер) і сімейну пару — Андре (Мекай Файфер) і його вагітну дружину Люду (Інна Коробкіна). Разом вони вирішують, що найбезпечніше їм буде сховатися від загрози в торговельному центрі. Діставшись туди, вони намагаються очистити будівлю від живих мерців, при цьому Люду дряпнув один із заражених. Після цієї події вони вирішують сховатися на поверхах вище.
Піднявшись на ліфті, вони натикаються на трьох охоронців — Сі-Джея (Майкл Келлі), Террі (Кевін Зегерс) і Барта (Макл Беррі), які вимагають здати зброю, тільки за цієї умови їм тимчасово дозволять залишитися на території торговельного центру. На наступний день до них приєднується група тих, що вижили на вантажівці — Такер (Бойд Бенкс), Норма (Джейн Іствуд), Стів (Тай Беррелл), Френк (Метт Фрівер), Ніколь (Лінді Бут), Моніка (Кім Пуаре), Гленн (Р. Д. Рід) і жінка без свідомості, які говорять, що всі центри боротьби із захворюванням захоплені епідемією і допомоги чекати нізвідки. Пізніше Кеннет вирішує вирушити до Форт-Пастора на пошуки брата, але дізнавшись, що всі ЦКЗ захоплені мерцями, він виходить і зауважує на даху сусіднього будинку Енді (Брюс Боне), що забарикадувався у магазині зброї. Кеннет встановлює з ним зв'язок.
Коли стає зрозуміло, що невідома інфекція передається через укуси, вони вирішують вбити батька Ніколь Френка, якого укусили за руку. Кеннет замикається з ним в одному з павільйонів і чекає вирішального часу. Через деякий час Френк втрачає свідомість, вмирає і перетворюється на зомбі. Кеннет його вбиває. Андре, знаючи про те, що Люду дряпнув заражений, вирішує відгородитися від усіх в дитячій кімнаті супермаркету і зберегти це в таємниці. Під час спроби включення одного з генераторів супермаркету зомбі атакують групу тих, що вижили, в сутичці з ними гине охоронець Барт.
У Люди починаються перейми, вона вмирає і перетворюється на зомбі. Андре вирішує сам прийняти пологи, але в цей час їх приходить провідати Норма. Бачачи, що Люда заражена, вона стріляє в неї, у відповідь Андре стріляє в Норму. Вона теж встигає вистрілити в Андре, внаслідок чого вони гинуть. Ті, що прийшли на звуки пострілів вбивають і зараженого новонародженого. Те, що відбулося, справило враження на всіх і намагаються придумати план, що робити далі, і Стів згадує про свою яхту, яка стоїть в порту. На ній можна вибратися на один з безлюдних островів і перечекати пік епідемії в більшій безпеці. Сам він визнає цю ідею божевільною. Але інші відносяться до неї серйозно і вирішують дістатися до порту на двох автобусах, переобладнавши їх для захисту.
В цей час Енді повідомляє, що у нього давно закінчилася їжа. У Кеннета виникає ідея — він пропонує відправити собаку по кличці Чіпс, яку вони знайшли біля супермаркету, разом з їжею і рацією до Енді, бо собаки заражених не цікавлять. Собака дістається до магазину і забігає в лаз, але зомбі лізуть за нею. Енді повідомляє по рації, що взяв їжу і зумів відбитися від зомбі, але вони його все ж покусали. Ніколь, яка втратила всіх родичів і близьких, дуже прив'язалася до цієї собаки. Не повідомивши інших, в стані афекту вона сідає у вантажівку і їде в збройовий магазин до Енді. Знайшовши там Чіпса, вона закривається в шафі, рятуючись від зараженого Енді, і просить допомоги по рації.
Вночі група організовує операцію з порятунку пробираються до торговельного центру. Рятуючись, вони сідають в автобус і прямують в порт. По дорозі один з автобусів перевертається. Гленн, не впоравшись з бензопилою, вбиває нею себе і Моніку. До автобуса підбігають зомбі, які кусають Стіва, і Ганна вбиває його. Вона дістає ключі від човна з кишені Стіва, але у цей час Майкла кусають в руку. Добравшись до пристані, намагаючись виграти час для інших, гине Сі-Джей, підірвавши себе і автобус, тим самим перегородивши вхід на пристань. Майкл каже, що укушений і вирішує зустріти світанок на самоті. Після того, як човен відпливає, Майкл вбиває себе пострілом в голову з пістолета. На човні залишаються Ганна, Кеннет, Террі, Ніколь і пес Чіпс. Дуже швидко у них закінчується їжа і вода, двигун ламається. Бачачи на горизонті острів, вони направляються до нього, але, коли вони пришвартовуються біля причалу, на них нападають заражені, після чого починаються титри.

## В ролях
- Сара Поллі — Ганна
- Вінг Реймс — Кеннет
- Джейк Вебер — Майкл
- Мекай Файфер — Андре
- Інна Коробкіна — Люда
- Майкл Келлі — Сі-Джея
- Кевін Зегерс — Террі
- Макл Беррі — Барт
- Бойд Бенкс — Такер
- Джейн Іствуд — Норма
- Тай Беррелл — Стів
- Метт Фрівер — Френк
- Лінді Бут — Ніколь
- Кім Пуаре — Моніка
- Р. Д. Рід — Гленн
- Брюс Боне — Енді
- Скотт Рейнігер — генерал
- Том Савіні — шериф Т. Кейхілл
- Кен Форі — телевангеліст
- Зак Снайдер — камео, боєць спецназу

## Цікаві факти
1. Зак Снайдер виступив у ролі одного з бійців спецназу, показаних у вступних титрах.
2. Том Савіні і Скотт Рейнігер знімалися також у оригінальному фільмі 1978 року.